# Pycnarmon virgatalis
Pycnarmon virgatalis là một loài bướm đêm trong họ Crambidae.